# Dexys Midnight Runners

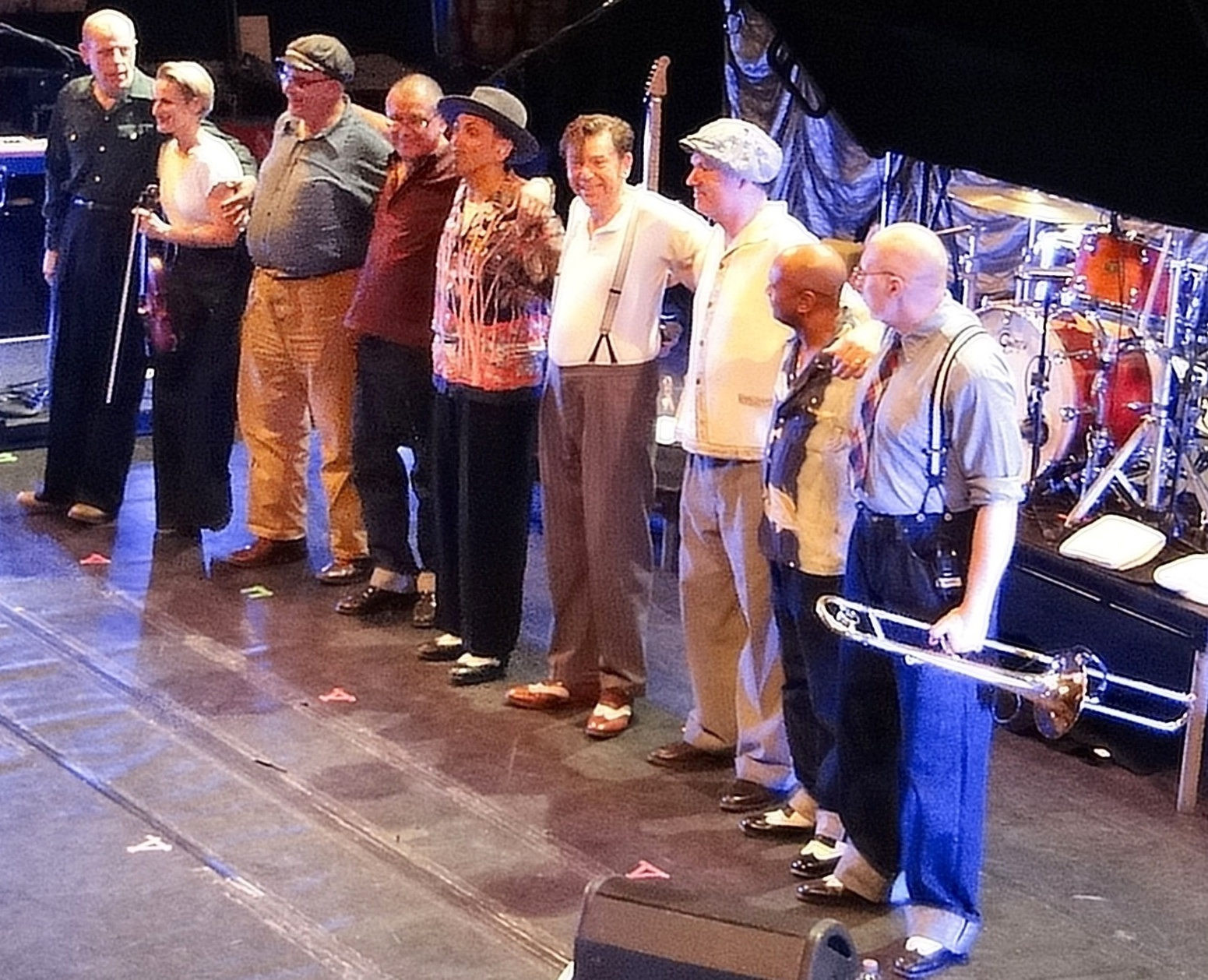
Dexys in 2012

Dexys Midnight Runners, sinds 2012 Dexys, is een Britse popgroep uit Birmingham rond zanger/gitarist Kevin Rowland. De band bestond officieel van 1978 tot en met 1986 en pakte in 2003 de draad weer op.

## Geschiedenis

### 1977-1979; beginperiode
Kevin Rowland, zoon van Ierse immigranten, begon zijn carrière in 1977 op 24-jarige leeftijd bij de punkgroep The Killjoys met wie hij de single Johnny Won't Go To Heaven uitbracht. Rowland raakte teleurgesteld in de punk en kon met de overige groepsleden niet communiceren. Geïnspireerd door de soulmuziek uit de jaren zestig richtte hij met gitarist/zanger Kevin 'Al' Archer het blazersrijke Dexys Midnight Runners op. De groepsnaam, die pas later kwam, is ontleend aan dexedrine, destijds een populaire peppil in het uitgaanscircuit. De leden (naast de twee Kevins zijn dat drummer Andy "Stoker" Growcott, bassist Pete Williams, saxofonisten Steve Spooner en JB, trombonist 'Big' Jim Paterson en toetsenman Andy Leek) zijn strikte geheelonthouders.
In 1979 waren Dexys Midnight Runners het voorprogramma van The Specials; bandleider Jerry Dammers adviseerde ze om pakken te dragen maar daar wilden ze niets van weten, en ook sloegen ze een aanbod af van Dammers' pas opgerichte 2 Tone-label. De bandleden kleedden zich als de dokwerkers uit Kevin Rowlands favoriete film Mean Streets (regie: Martin Scorsese) en tekenden een contract bij het Oddball-label van Clash-manager Bernie Rhodes.

### 1980-1981; debuutalbum en persstop
Eind 1979 verscheen de debuutsingle Dance Stance, een protestlied tegen moppen over Ieren; in het refrein worden Ierse schrijvers opgenoemd als Oscar Wilde, Brendan Behan, Edna O Brien en Samuel Beckett, en in de bruggen zegt Rowland "Shut your mouth till you know the truth". Dance Stance haalde de onderste regionen van de Britse top 40, maar met de op EMI uitgebrachte opvolger Geno (een eerbetoon aan soulzanger Geno Washington) had de band een nummer 1-hit te pakken. Geld leverde het ze echter nog niet op, want de bijbehorende tournee werkten ze af door zwart te rijden in de trein. Muziekjournalist Paolo Hewitt zag het met eigen ogen tijdens een interview voor Melody Maker.
Vlak na het uitbrengen van het debuutalbum Searching for the Young Soul Rebels (top-10 notering) kondigde de band aan niet langer met de (Britse) muziekpers te praten omdat de door die groep verzorgde interviews een verkeerd beeld van ze gaven. In plaats daarvan publiceerden ze essays die uitsluitend hun standpunten weergaven over de ware betekenis van soul ("Komt niet tot volle bloei te midden van wilde rock-excessen"), de pers ("Geen realiteitsbesef") en lookalike fans ("Zijn we allesbehalve gecharmeerd van").
Tussen het uitbrengen van de singles There, There, My Dear en Keep It stapten Leek, Williams, Growcott en de nieuwe toetsenman Mick Talbot (later met Paul Weller actief in The Style Council) op; Rowland wilde ze viool laten spelen maar daar hadden ze geen zin in. De afhakers gingen verder als The Bureau. Ook Al Archer hield het voor gezien, en richtte z'n eigen band (Blue Ox Babes) op.
Gehuld in bokskleding gingen Kevin Rowland en Jim Paterson verder met een nieuwe Dexys Midnight Runners ("Een betere dan de vorige" zeiden ze in hun derde essay) en een nieuwe platenmaatschappij (Mercury) nadat Plan B, tegen de afspraak in, op single was uitgebracht. Het nummer werd geen hit, en ook de opvolgers Show Me en Liars A to E wisten het succes van Geno niet te evenaren. Een uitgebreide theatertournee werd teruggebracht tot vijf concerten. Op 30 juni 1981 speelde Dexys Midnight Runners in Brouwershaven met voorprogramma van Doe Maar, ook een band die twee jaar later een persstop zou aankondigen. Dit concert werd live uitgezonden op Hilversum 3 (zoals NPO 3FM destijds heette).

### 1982-1983; doorbraak

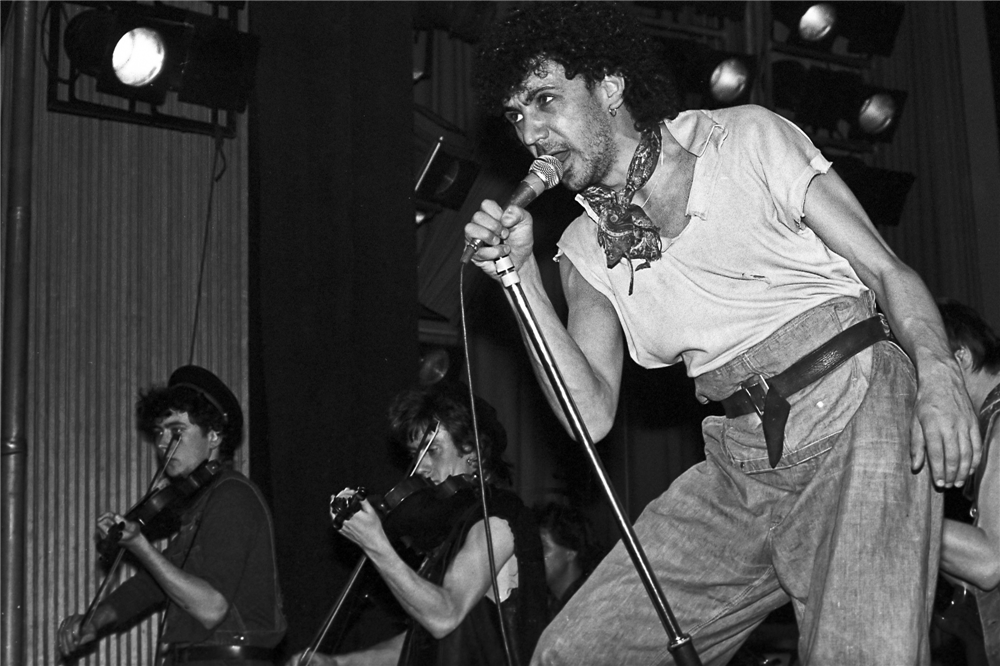
Dexys Midnight Runners in 1982

De wederom vernieuwde band werd begin 1982 uitgebreid met een strijkerssectie (The Emerald Express), stak zich in versleten tuinbroeken en bracht een nieuw geluid dat werd omschreven als "Keltensoul". Jim Paterson en de overige leden van de kopersectie (Speare en Maurice) voelden zich gedegradeerd en stapten op. Ze gingen zelfstandig verder als de TKO Horns (Totally Knocked Out), maar bleven beschikbaar voor opnamesessies; in de daaropvolgende jaren speelden ze onder meer op platen van Elvis Costello, Madness en Howard Jones.
De eerste single van de vernieuwde band, het op Mercury uitgebrachte Celtic Soul Brothers, maakte weinig indruk (in tegenstelling tot het opheffen van de persstop), maar met de opvolger Come On Eileen en het album Too-Rye-Ay scoorde de band een wereldhit. De derde single, Jackie Wilson Said, was een cover van Van Morrison, wiens muziek ook een inspiratiebron was.
De band ging op tournee en deed daarbij in oktober 1982 Haarlem en de AVRO's Toppop-studio aan. In het voorjaar van 1983, na het opnieuw uitbrengen van Celtic Soul Brothers, kwamen de Verenigde Staten aan de beurt.

### 1984-1986; afbraak en uiteengaan
"Het succes (van Too-Rye-Ay) heeft me niet gelukkig gemaakt" vertelde Rowland in 2007 aan het Britse blad Mojo. "Ik voelde me leeg en zinloos". Vandaar dat hij voor "meer inhoud" koos en een (Iers) politiek bewustzijn ontwikkelde. Het eerste resultaat hiervan was de single Knowledge Of Beauty (1984).
Na veel herschrijven en heropnemen verscheen de derde plaat (Don't Stand Me Down) pas in september 1985. Dexys Midnight Runners was nu teruggebracht tot een kern van onder meer Rowland, violiste Helen O' Hara en gitarist Billy Adams; de tuinbroeken waren inmiddels vervangen door nette pakken die ze hadden overgehouden aan de laatste tournee door Amerika. Rowland wilde aanvankelijk geen single uitbrengen maar tegen de tijd dat hij toch overstag ging met een ingekorte versie van This Is What She's Like had de pers het nog enkel over tegenvallende verkoopcijfers en slechtbezochte concerten. Pas later werd het album alsnog gewaardeerd.
In 1986 nam de band voor de televisieserie Brush Strokes het nummer Because Of You op, dat ze aan het eind van het jaar een top 40-hit (en wederom een nieuw imago) opleverde. Daarna gingen de bandleden uit elkaar.

### 1988-1999; solocarrière
Dexys Midnight Runners zou een vierde album uitbrengen, maar na de breuk besloot Kevin Rowland het onder eigen naam af te maken; Jim Paterson verleende andermaal zijn medewerking. Het door Deodato geproduceerde The Wanderer verscheen in 1988 en bracht vier singles voort; Walk Away, Tonight, Young Man en de Chris Montez-cover The More I See You, werden geen van alle hits.
Drie jaar later verscheen er een Very Best Of en haalde Rowland de nieuwspagina's door zijn dochter uit een vroegere relatie te ontmoeten. Op 8-jarige leeftijd kocht ze de Come On Eileen-single zonder te weten dat die door haar vader werd gezongen.
Rowland en Paterson vormden een nieuwe Dexys Midnight Runners waarmee ze in 1993 in de Saturday Show van Jonathan Ross een set nieuwe nummers ten gehore brachten; ze droegen soortgelijke kleding als in de Too-Rye-Ay-periode. Plannen voor een nieuwe plaat werden echter afgeblazen doordat Rowland en Paterson binnen de kortste keren weer ruzie kregen.
In 1995 had Rowland ook weer ruzie met de New Musical Express; aanleiding hiervoor was een artikel waarin journalist Stuart Bailie zich afvroeg wat er van Rowland was geworden sinds het interview van twee jaar eerder, en daarbij z'n eigen conclusies trok. "Arrogantie ten top" oordeelde Rowland wiens brieven in de brievenrubriek werden afgedrukt. 
Een andere reden dat die nieuwe plaat werd uitgesteld was dat Rowland met een cokeverslaving worstelde. Wel bracht hij in 1999 op het Creation-label een tweede solo-album (My Beauty) uit, waarop hij nummers coverde die hem de kracht gaven om af te kicken. Zijn versie van Bruce Springsteens Thunder Road werd op het laatste moment afgekeurd door Springsteen zelf omdat Rowland de tekst had aangepast.
De pers had niets goeds te zeggen over het album en het feit dat Rowland ditmaal gekleed ging in jurken en jarretels ("Ik heb jarenlang mijn vrouwelijke kanten onderdrukt" vertelde hij in zijn enige interview van dat jaar). Het publiek was evenmin overtuigd want op het Reading Festival werd Rowland, begeleid door twee striptease-danseressen, uitgejoeld. Toen Creation eind 1999 failliet ging betekende dat wederom uitstel van nieuw Dexys Midnight Runners-materiaal.

### 2003; reünie
In 2003 toerde Rowland, ditmaal uitgedost als gangsterbaas, met een nieuwe incarnatie van de band, nu onder de verkorte naam "Dexys", door Dubai, Engeland en Scandinavië waarvan hij de dvd It Was Like That opnam. Jim Paterson was niet van de partij; Mick Talbot daarentegen wel, net als Pete Williams die zangpartijen overnam die Rowland niet langer aankon. Er stonden twee nieuwe singles, Manhood en My Life in England, gepland maar ondanks airplay op de radiostations werden ze niet officieel uitgebracht.
In februari 2006 toerde Rowland door Zweden met een plaatselijke big-band en vertolkte naast Dexys Midnight Runners-klassiekers ook enkele covers.
In 2007 verscheen een concertopname uit 1981 op cd: The Projected Passion Revue laat een band horen in de overgang van Geno naar Come On Eileen. Zelf noemde Rowland deze bezetting van Dexys Midnight Runners de beste ooit.
Datzelfde jaar werd Too-Rye-Aye heruitgebracht in een luxe editie en stelde Kevin Rowland, inmiddels ook actief als DJ, een album samen met zijn favoriete muziek.

### 2012-2023; nieuwe albums
In 2012 kwam de band na 27 jaar met een nieuw album en, naar goed gebruik, een nieuw imago. Dexys, nu weer bijgestaan door Jim Paterson, bracht 15 mei in Later with Jools Holland een voorproefje van One day I'm going to soar en gaf aan het eind van die maand vier concerten. De eerste single, She Got a Wiggle, kwam uit op 28 mei, op 4 juni kwam het nieuwe album uit. In september 2012 toerde de band door het Verenigd Koninkrijk.
Van 15 tot 27 april 2013 gaf Dexys een serie van 9 concerten in het Duke of York's Theatre in het Londense West End. Op 30 juni trad Dexys op tijdens Parkpop in Den Haag. De dag erna gaf de band een concert in de Melkweg in Amsterdam. Naast het materiaal van het nieuwste album speelden ze daar ook een nieuwe versie van de hit Geno.
Van de tournee kwam een registratie onder de titel Nowhere is Home. Ter promotie deed Dexys in 2016 twee concerten en een televisie-optreden met Helen O 'Hara als invalvioliste. Op 17 maart 2016 (St. Patrick's Day) kondigde Rowland een nieuw Dexys-album aan; Let The Record Show: Dexys Do Irish And Country Soul verscheen op 3 juni, en bevatte country- en soulvolle covers.
Dexys zou in 2022 het veertigjarig jubileum van Too-Rye-Ay vieren met een tournee, maar deze werd afgelast vanwege een motorongeluk van Rowland. Wel trad de band in augustus op tijdens de sluitingsceremonie van de Gemenebestspelen 2022 welke plaatsvond in Birmingham.
Er kwamen geen inhaalconcerten, wel beloofde Dexys de nummers van Too-Rye-Ay te spelen tijdens de volgende tournee. Deze stond deels in het teken van het zesde album, The Feminine Divine, dat op 28 juli 2023 uitkwam en o.a. een nieuwe versie bevatte van Manhood. Ook kondigde de band de eerste Amerikaanse concerten aan sinds 1983.

## Discografie

### Singles
- Dance Stance / I'm Just Looking (1979)
- Geno / Breakin' Down The Walls Of Heartache (1980)
- There, There, My Dear / The Horse (1980)
- Keep It Part Two (Inferiority Part One) / One Way Love (1980)
- Plan B / Soul finger (1981)
- Show Me / Soon (1981)
- Liars A To E / ...And Yes We Must Remain The Wildhearted Outsiders (1981)
- The Celtic Soul Brothers / Love Part Two (1982)
- Come On Eileen / Dubious (1982)
- Jackie Wilson Said (I'm In Heaven When You Smile) / Let's Make This Precious (1982)
- Let's Get This Straight (From The Start) / Old (1982)
- The Celtic Soul Brothers (Reissue) / Reminisce Part One (1983)
- (An Extract From) This Is What She's Like / This Is What She's Like (Finale) (1985)
- Because Of You (The Theme From Brush Strokes) / Kathleen Mavourneen (1986)
- She got a wiggle (2012)

### Albums
- Searching for the Young Soul Rebels (1980)
- Too-Rye-Ay (1982)
- Geno (1983)
- Don't Stand Me Down (1985)
- The Very Best Of Dexys Midnight Runners (1991)
- BBC Radio One In Concert (opgenomen in 1982, uitgebracht in 1993)
- Because Of You (1993)
- Let's Make This Precious - The Best Of Dexys Midnight Runners (2003)
- The Projected Passion Revue (2007)
- One Day I'm Going To Soar (2012)
- Let The Record Show: Dexys Do Irish And Country Soul (2016)
- The Feminine Divine (2023)

### Video's
- The Bridge (1982)
- Live In Concert (1984)
- I Love You (Listen To This) (2002)
- It Was Like That (2004)

### NPO Radio 2 Top 2000
| Nummer met noteringen in de NPO Radio 2 Top 2000 | '99 | '00 | '01 | '02 | '03 | '04 | '05 | '06  | '07 | '08 | '09  | '10  | '11  | '12 | '13 | '14 | '15 | '16 | '17 | '18 | '19 | '20 | '21 | '22 | '23  | '24 |
| ------------------------------------------------ | --- | --- | --- | --- | --- | --- | --- | ---- | --- | --- | ---- | ---- | ---- | --- | --- | --- | --- | --- | --- | --- | --- | --- | --- | --- | ---- | --- |
| Come On Eileen                                   | 512 | 648 | 471 | 543 | 772 | 609 | 900 | 1046 | 902 | 803 | 1027 | 1106 | 1147 | 974 | 772 | 921 | 916 | 855 | 944 | 742 | 802 | 899 | 922 | 965 | 1019 | 929 |

1. ↑  Een vetgedrukt getal geeft de hoogste notering aan.

## Trivia
- Tijdens een live-cover van Otis Redding's Respect in december 1979 zei Kevin Rowland over Jim Paterson "Hij drinkt dagelijks een fles whisky, en zal binnen een jaar sterven als hij zo doorgaat; maar (hij heeft) tenminste respect!". Een maand eerder, tijdens de 2 Tone-tournee, was Patersons levensverwachting nog vijf keer zo hoog.
- Een concert in Edinburgh in 1980 leidde tot de oprichting van de Proclaimers; Rowland raakte bevriend met de tweelingbroers Craig en Charlie Reid en werkte in 1998 mee aan hun vierde album.
- In 1990 ontstond in Newbury de ska-band Bakesys Midday Joggers; de Bakesys, zoals ze zichzelf later gingen noemen, werden opgericht door Kevin Flowerdew.